# Marie Glázrová
Marie Glázrová, född 11 juli 1911 i Horní Suchá i Österrike-Ungern, död 19 februari 2000 i Prag i Tjeckien, var en tjeckisk skådespelerska. 
Under 1930-talet och 1940-talets första år tillhörde hon de mest populära tjeckiska skådespelarna med huvudroller i flera filmer. Efter 1945 blev filmrollerna snabbt färre, men hon blev känd som änkan Kubátová i sagofilmen Byl jednou jeden král... (Det var en gång en kung) 1955. Hon var verksam som skådespelare fram till slutet av 1980-talet.

## Filmografi, urval
- 1938 – Svět kde se žebrá
- 1941 – Nattfjärilen
- 1941 – Turbina
- 1942 – Městečko na dlani
- 1943 – Tanecnice
- 1955 – Byl jednou jeden král...
- 1960 – Vyšší princip